# Neomyennis zebra
Neomyennis zebra är en tvåvingeart som beskrevs av Friedrich Georg Hendel 1909. Neomyennis zebra ingår i släktet Neomyennis och familjen fläckflugor. Inga underarter finns listade i Catalogue of Life.